# Fairway (golf)
De fairway is het onderdeel van een golfbaan tussen de tee (afslagplaats) en de green waar het gras is gemaaid. Echter, het gras is niet zo kort als op en rondom de green.
Bij golf is het de bedoeling dat de afgeslagen bal op de fairway terechtkomt. Naast de fairway ligt de rough, een bunker of een waterhindernis. Wanneer de bal niet op de fairway terechtkomt is de volgende slag lastiger om goed te slaan. Naast de fairway is enkele meters semi-rough, daar is het gras wat minder kort gemaaid. Het weerhoudt de bal soms om in de rough terecht te komen.

## Afstand naar de green
Om de speler te informeren hoe ver het nog naar de green is, worden op de doppen van de sproei-installatie in de fairway vaak afstanden aangegeven. Ook staan er meestal paaltjes naast de fairway, die aangeven dat het nog 200, 150 of 100 meter naar de green is. Meestal is dat tot het midden van de green.
Bij wedstrijden van professionals wordt vaak een ander systeem gebruikt. Er worden op de fairway stippen gespoten. De eerste stip is op de plek waar de afgeslagen bal zal neerkomen, een tweede stip komt 25 of 30 meter verder, voor degenen die ver slaan. Soms zijn er ook nog stippen 80 en 50 meter voor de green.
Degene die de stippen zet, mag zelf bepalen waar hij ze zet. Hij moet wel strategisch inzicht hebben en de stippen op een handige plek spuiten. Later maakt hij dan een baanboekje, waarin alle gegevens staan, ook waar de bunkers en waterhindernissen liggen en hoe diep de greens zijn. Zijn stippen geven altijd de lengte aan tot de voorkant van de green, omdat de vlag iedere ronde wordt verzet. De pro's krijgen iedere dag een pin-positie mee.